# Theages albidias
Theages albidias är en fjärilsart som beskrevs av Rothschild 1912. Theages albidias ingår i släktet Theages och familjen björnspinnare. Inga underarter finns listade i Catalogue of Life.